# Renée Menschaar
Renée Menschaar (Den Haag, 9 mei 1955) is een Nederlandse stemactrice/poppenspeelster.
Ze is voornamelijk bekend om haar poppenspel. Aangezien Menschaar liever niet in de openbaarheid treedt, is haar stem bij veel mensen bekend, in tegenstelling tot haar uiterlijk. Sinds 1991 speelt ze Pino in de populaire Nederlandse peuter- en kleutertelevisieserie Sesamstraat. Zij begon bij dit programma als de rechterhand van Tommie.
Menschaar begon haar toneelcarrière toen ze negentien was op de Toneelacademie in Maastricht. Daar bleef ze slechts een jaar. Bij het Werftheater in Utrecht kwam ze voor het eerst in aanraking met het poppenspelen.
In 1987 speelde ze Boris in de serie Dr. Krankenstein. Sinds 2005 speelt ze MaKi in de kleuter- en peuterserie WaWa op de zender Vtm. Verder werkt ze mee aan verscheidene andere (poppen)theaterproducties voor kinderen.

## Films en televisie (poppenspeelster)
- 1982-1990: Assistent poppenspeelster Sesamstraat
- 1991-2019: Sesamstraat in de rol van Pino
- 1985: Verkeer (NOT) Regie Rob Prass
- 1987: Krankenstein Assistent poppenspeelster Regie Frank Alsema
- 1989: Brammert en Tissie. (NOT)
- 1989-1991: Oren van je Kop in de rol van Snuit. Regie Pollo de Pimentel
- 1991: Reclame dat belooft wat. NOT regie Bernard Neuhaus
- 1991: Sterren van de Hemel. Regie Leon Giessen
- 1992-1998: Koekeloere in de rol van Piertje . Regie Bernard Neuhaus
- 1993-1994: Het Atomium. (BRT)
- 1994: Ik Mik Loreland NOT
- 1996: Kramerije in de rol van Geit. (NOT)
- 1997: Otje, (Bos Bros Film-TV Productions)
- 2003: Annetje Lie (VPRO)
- 2002-2003: Huisje Boompje Beestje (NOT)
- 2003: Ibbelte in de rol van Guildenstern. (Bos Bros Film/TV Regie Ben Sombogaart)
- 2004: Pluk van de Petteflet. Regie Ben Som Bogaart
- 2005: De Wawa"s. Regie Jan Keijmeulen
- 2008: Biba Boerderij in de rol van Biba Banaan en Wiwawortel.